# Al Taliaferro

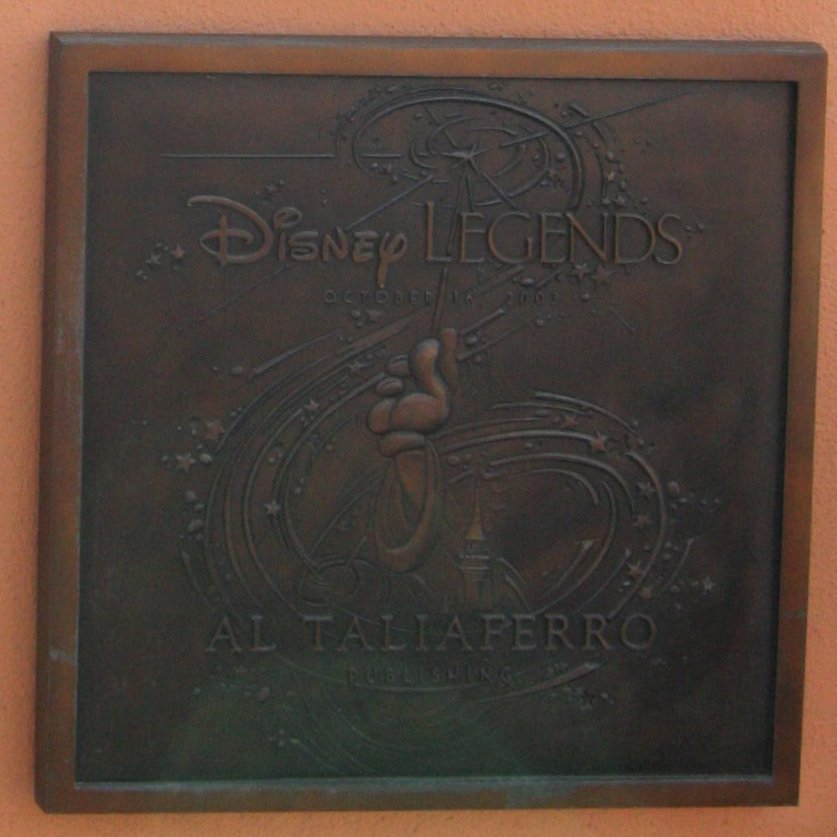
Al Taliaferro: Disney Legends

Charles Alfred Taliaferro (29 augustus 1905 - 3 februari 1969) was een Disney-artiest die vele krantenstrips heeft getekend over Donald Duck.
Hij begon in januari 1931 als tekenaar bij de Disney-studio's, maar ging al gauw voor de krant werken. Van 1937 tot 1967 bleef hij krantenstrips maken, meestal op tekst van Bob Karp (1911 - 1975). Hij introduceerde bekende figuren als Kwik, Kwek en Kwak, Katrien Duck, Oma Duck, Gijs Gans en de Duckatti (Donalds 313-auto) in de stripwereld. In 1961 komt de speciaal voor tekenfilms gebruikte figuur Otto van Drakenstein in de strips ten tonele en ook Dagobert Duck is in de dagstrips te zien, hoewel hij hier meer als familiehoofd fungeert in plaats van als een vrek die steeds maar in zijn geld rondzwemt.
De dagstrips van Taliaferro zijn onder meer te vinden in de Donald Duck onder de titel veertien dagen of een weekje, vaak in de brievenbus, of in de scheurkalenders van Donald Duck. De zondagse weekstrips verschijnen in bepaalde jaren achterop (1977, 1979 en 1984). Vanaf 2015 verschijnt er bij de Amerikaanse uitgeverij IDW Publishing een luxe verzamelreeks waar zowel de dagstrips (in zwart/wit) als de zondagse weekstrips (in kleur) van Al Taliaferro/Bob Karp over Donald Duck in chronologische volgorde verschijnen.
- Gemeinsame Normdatei: 1027636527
- International Standard Name Identifier: 0000 0000 6706 7120
- Library of Congress Control Number: no2001078985
- Nederlandse Thesaurus van Auteursnamen: 072360909
- Istituto Centrale per il Catalogo Unico: MODV011732
- SNAC: w6c11gz9
- Système universitaire de documentation: 24250776X
- Union List of Artist Names: 500123909
- Virtual International Authority File: 48884475
- WorldCat: E39PBJwtktGYGDhXpT9b7Rvyh3